# Gesellschaft für nützliche Forschungen zu Trier
Die Gesellschaft für nützliche Forschungen zu Trier (GfNF) ist ein eingetragener Verein und wurde am 1. April 1801 unter dem Namen  „Société des récherches utiles du département de la Sarre“ (Gesellschaft für nützliche Forschungen im Saardepartement)  gegründet. Der Verein gehört zu den ältesten wissenschaftlichen Vereinigungen Deutschlands. Zu ihren Zielsetzungen gehören die Förderung von wissenschaftlichen Arbeiten, Erfindungen, nützlichen Entdeckungen und der Kultur.
Schon früh traten archäologische und historische Studien in den Vordergrund des Interesses. Die archäologische Sammlung der Gesellschaft ist heute ein wesentlicher Teil des Rheinischen Landesmuseums Trier.
Neben den Gebieten der Archäologie, der Geschichte, der Volkskunde sowie der Bildenden Kunst waren auch die Naturwissenschaften, insbesondere die Geowissenschaften wie Geologie (z. B. durch Johannes Steininger), Mineralogie und Paläontologie von Bedeutung.
Im Jahre 1955 wurde die Arbeitsgemeinschaft für Landesgeschichte und Volkskunde des Trierer Raumes gegründet, die als Sektion der Gesellschaft für nützliche Forschungen zu Trier angeschlossen ist.

## Mitglieder
- Franz Xaver Buhs, Oberbürgermeister von Trier und zeitweise Präsident der Gesellschaft
- Lukas Clemens,  Historiker für Mittelalterliche Geschichte
- Nikolaus Druckenmüller, Mathematiklehrer und Großindustrieller
- Guido Groß, Heimatforscher
- Johann Baptist Keune, Altertumsforscher
- Heinrich Adolf Kraemer, Eisenwerkbesitzer und Großindustrieller
- Hermann Kickton, Ehrenmitglied
- Jakob Marx (1803–1876), Kirchenhistoriker, Professor, Domkapitular und Abgeordneter in Trier, Vizepräsident der Gesellschaft
- Sanderad Müller (1748–1819), Naturforscher, Bibliothekar und Benediktiner
- Heinrich Rosbach (1814–1879), Arzt, Botaniker und Zeichner
- Fridolin Sandberger, Geologe, Paläontologe und Mineraloge, 1854 Ehrenmitglied
- Jakob Christian Schmeltzer (1770–1864), Sekretär, Vizepräsident und Präsident der Gesellschaft
- Jacob Schneider, Heimatkundler und Archäologe
- Johannes Steininger, Mineraloge und Paläontologe
- Philipp Schmitt, Pfarrer in Dillingen/Saar (St. Johann) und in Trier (St. Paulin), Altertumsforscher
- Maximilian von Troschke (1864–1942), preußischer Landrat des Landkreises Trier
- Johann Nikolaus von Wilmowsky (1801–1880), Domkapitular und Altertumsforscher
- Johann Hugo Wyttenbach, Mitbegründer der Gesellschaft